# Speedway Grand Prix 1997
Speedway Grand Prix 1997 vanns av Greg Hancock.

## Delsegrare
| Datum        | Stad      | Vinnare        |
| ------------ | --------- | -------------- |
| 17 maj       | Prag      | Greg Hancock   |
| 14 juni      | Linköping | Tomasz Gollob  |
| 5 juli       | Landshut  | Hans Nielsen   |
| 9 augusti    | Bradford  | Brian Andersen |
| 30 augusti   | Wrocław   | Greg Hancock   |
| 20 september | Vojens    | Mark Loram     |

## Slutställning
| Plats | Förare           | Poäng |
| ----- | ---------------- | ----- |
| 1     | Greg Hancock     | 118   |
| 2     | Billy Hamill     | 101   |
| 3     | Tomasz Gollob    | 92    |
| 4     | Tony Rickardsson | 90    |
| 5     | Mark Loram       | 90    |
| 6     | Brian Andersen   | 81    |
| 7     | Hans Nielsen     | 75    |
| 8     | Jimmy Nilsen     | 71    |
| 9     | Chris Louis      | 59    |
| 10    | Leigh Adams      | 41    |